# Концерт для фортепиано с оркестром № 3 (Чайковский)
Концерт для фортепиано с оркестром № 3 ми-бемоль мажор соч. 75 — одно из последних произведений русского композитора Петра Ильича Чайковского.

## История создания
Концерт написан в 1893 году, многие материалы этого сочинения были взяты из уничтоженной композитором Симфонии ми-бемоль мажор.
После смерти автора концерт был доработан его учеником Сергеем Ивановичем Танеевым.
Однако издан был не трёхчастный концерт, а два отдельные опуса: одночастный Третий концерт для фортепиано с оркестром (Allegro brillante) op. 75 и Andante и финал op. 79. Возможно, что этому способствовала большая длительность концерта. В настоящее время эти два сочинения часто исполняют как одно — Третий концерт для фортепиано с оркестром.

## Состав оркестра
Деревянные духовые
Флейта пикколо
2 флейты
2 гобоя
2 кларнета (B)
2 фагота
Медные духовые
4 валторны (F)
2 трубы (B)
3 тромбона
Туба
Ударные
литавры
Фортепиано соло
Струнные
I и II скрипки
Альты
Виолончели
2 контрабаса

## Строение концерта
В концерте три части:
1. Allegro brillante (ми-бемоль мажор)
2. Andante (си-бемоль мажор)
3. Finale — Allegro maestoso (ми-бемоль мажор)

Длительность первой части, первоначально отдельно изданной как Третий концерт, равна 20 минутам, общая длительность концерта — 40 минут.
На музыку первой части балетмейстер Джордж Баланчин в 1956 году поставил одноактный балет «Allegro brillante».

## Известные аудиозаписи

### Трёхчастная версия
- 1970 — Вернер Хаас (фортепиано), оркестр Национальной оперы Монте-Карло, дирижёр — Элиаху Инбал.
- 1996 — Андрей Хотеев (фортепиано), Большой симфонический оркестр имени П. И. Чайковского, дирижёр — Владимир Федосеев.
- 2003 — Константин Щербаков (фортепиано), Национальный филармонический оркестр России, дирижёр — Дмитрий Яблонский.

### Одночастная версия
- 1966 — Гарри Граффман (фортепиано), Филадельфийский оркестр, дирижёр — Юджин Орманди.
- 1982 — Виктория Постникова (фортепиано), Венский симфонический оркестр, дирижёр — Геннадий Рождественский.
- 1987 — Питер Донохоу (фортепиано), Борнмутский симфонический оркестр, дирижёр — Рудольф Баршай.
- 1990 — Михаил Плетнёв (фортепиано), оркестр «Филармония», дирижёр — Владимир Федосеев.
- 1990 — Виктор Ересько (фортепиано), Московский государственный академический симфонический оркестр, дирижёр — Вероника Дударова
- 1991 — Джеффри Тозер (фортепиано), Лондонский филармонический оркестр, дирижёр — Неэме Ярви.
- 1996 — Елизавета Леонская (фортепиано), Нью-Йоркский филармонический оркестр, дирижёр — Курт Мазур.